# SAME Samecar Toro
Le SAME Samecar Toro est un camion léger un peu particulier.
Conçu par le constructeur italien SAME, spécialiste mondial des tracteurs agricoles avec moteurs diesel refroidis par air, il fait suite à un véhicule tout aussi surprenant, le SAME Samecar, mi tracteur agricole, mi véhicule utilitaire.
Ce camion léger, directement dérivé du Samecar Agricole, est équipé d'un moteur diesel SAME SI/1152, 2 cylindres de 2,500 cm3 de cylindrée refroidi par air, avec un alésage de 115 mm et une course de 120 mm, développant 45 Ch DIN à 2.300 tr/min. Ce véhicule original a été fabriqué durant 7 années en plusieurs versions : 
- tracteur pour convois exceptionnels en 4x4, avec une cabine avancée climatisée,
- porteur 4x4 de chantier avec benne, cabine avancée climatisée.
- tracteur d'avions sur les pistes des aéroports,

Ces véhicules ont connu un certain succès commercial, pas aussi important que leur technologie avancée et leur finition de haut niveau auraient mérité. Probablement à cause d'un moteur n'offrant pas la puissance attendue par les utilisateurs italiens, habitués aux moteurs Fiat, OM ou Lancia qui disposaient de plus de 100 ch DIN pour leurs modèles concurrents.
Le SAME Samecar Toro se distingue par contre par sa capacité de rouler à des vitesses extrêmement basses, moins de 3 km/h pendant de longs trajets. Il dispose d'une boîte de vitesses comprenant 6 rapports avant et 2 arrière lui autorisant une vitesse minimale de 2,9 km/h et maximale de 50,0 km/h.
Ses dimensions sont assez réduites, son poids à vide est de 2,310 kg mais sa capacité de traction est disproportionnée : 30 tonnes, !